# IK Comet
IK Comet byl profesionální norský hokejový tým. Byl založen v roce 1961. Zanikl roku 2009.

## Úspěchy
- Mistr Divize 1: 2004